# Psapharochrus flavitarsis
Psapharochrus flavitarsis là một loài bọ cánh cứng trong họ Cerambycidae.